# Futsal aux Jeux de la Lusophonie
Le Futsal aux Jeux de la Lusophonie est une compétition de futsal dans le cadre des Jeux de la Lusophonie. 
La première édition se déroule à Macao en 2006. Seul le tournoi masculin est joué.